# Web Therapy
Web Therapy est une série télévisée américaine humoristique créée par Lisa Kudrow, Don Roos et Dan Bucatinsky, diffusée entre le 19 juillet 2011 et le 28 janvier 2015 sur la chaîne Showtime.
La série actuelle est basée sur les webisodes diffusés sur internet depuis 2009. Depuis avril 2010, Showtime a acquis les droits pour transposer les épisodes en ligne sous un format télévisuel d’épisodes de 25 à 30 minutes.
En France, la série est diffusée depuis le 15 mai 2012 sur la chaîne Téva. 
Au Québec, la série a été adaptée dans un format original et local (Web Thérapie) et elle est diffusée depuis le 21 juin 2016 sur la chaîne TV5.
Néanmoins, elle reste inédite dans les autres pays francophones.

## Synopsis
Après avoir occupé un poste de comptable chez Lachman Brothers et donné sa démission pour des raisons obscures, Fiona Wallice décide de développer une nouvelle activité : la thérapie par le web.
Fiona est la créatrice de la franchise « Web therapy », une nouvelle modalité de suivi d’une durée de 3 minutes seulement. Selon elle, les séances « classiques » de 50 minutes sont une perte de temps et une cause de « blablas interminables ». Ses séances se déroulent via webcam sur le net et sont enregistrées, dans l’espoir d’attirer de nouveaux investisseurs pour son projet.
Fiona n’étant ni psychologue ni psychiatre à l’origine, les séances tournent très vite autour de sa propre personne, tout en faisant en sorte d’éluder les tourments de ses patients.

## Distribution

### Acteurs principaux
- Lisa Kudrow (VF : Rafaèle Moutier) : Fiona Wallice
- Victor Garber (VF : Marcel Guido) : Kip Wallice, époux de Fiona
- Dan Bucatinsky (VF : Guillaume Lebon) : Jerome Sokoloff, patient puis assistant de Fiona

### Acteurs récurrents
- Jennifer Elise Cox (VF : Nathalie Bienaimé) : Gina Spinks, réceptionniste chez Lachman Brothers
- Lily Tomlin (VF : Pascale Jacquemont) : Putsy Hodge, mère de Fiona
- Alan Cumming (VF : Pierre Tessier) : Austen Clarke
- Julie Claire (en) (VF : Julie Dumas) : Robin Griner
- Rashida Jones (VF : Barbara Beretta) : Hayley Feldman-Tate
- Maulik Pancholy (VF : Stéphane Marais) : Kamal Prakash, informaticien chez Lachman Brothers
- Tim Bagley (VF : Christian Visine) : Richard Pratt

### Invités
Saison 1 :
- Bob Balaban (VF : Gérard Darier): Ted Mitchell
- Courteney Cox : Serena Duvall
- Jane Lynch (VF : Josiane Pinson) : Claire Dudek

Saison 2 :
- Meryl Streep : Camilla Bowner
- Rosie O'Donnell : Maxine DeMaine
- Michael McDonald : Ben Tomlund
- Julia Louis-Dreyfus : Shevaun Haig, la sœur de Fiona
- Molly Shannon : Kristen Noble
- Minnie Driver : Allegra Favreau
- Selma Blair : Tammy
- David Schwimmer : Newell L. Miller
- Conan O'Brien : lui-même

- Version française
Société de doublage : Mediadub International[4]
Direction artistique : Réjane Schauffelberger[4]
Adaptation des dialogues : Jean Roche et Michel Mella[4]

Source VF : Doublage Séries Database

## Épisodes

### Première saison (2011)
1. Épisode 1 (Click To Start)
2. Épisode 2 (Desperate Measures)
3. Épisode 3 (Shrink Rap)
4. Épisode 4 (Public Relations)
5. Épisode 5 (Shrinking And Growing)
6. Épisode 6 (We've Got A Secret)
7. Épisode 7 (Exposed!)
8. Épisode 8 (Psychic Analysis)
9. Épisode 9 (Whistle While You Work)
10. Épisode 10 (Strange Bedfellows)

### Deuxième saison (2012)
Le 5 décembre 2011, Showtime a renouvelé la série pour une deuxième saison de onze épisodes diffusés depuis le 2 juillet 2012.
1. titre français inconnu (Getting it Straight)
2. titre français inconnu (Blindsides and Backslides)
3. titre français inconnu (Campaign Reform)
4. titre français inconnu (Sister Act)
5. titre français inconnu (National Exposure)
6. titre français inconnu (Adaptation)
7. titre français inconnu (Infanticipation)
8. titre français inconnu (Man-Cave Man)
9. titre français inconnu (The Insanity Offense)
10. titre français inconnu (Stalk Therapy)
11. titre français inconnu (Electile Dysfunction)

### Troisième saison (2013)
Le 16 novembre 2012, Showtime a renouvelé la série pour une troisième saison de 10 épisodes diffusée depuis le 23 juillet 2013.
1. titre français inconnu (Relax, Reboot, Revenge)
2. titre français inconnu (Who Doesn't Love Musicals)
3. titre français inconnu (Believe it or Not)
4. titre français inconnu (Case Files)
5. titre français inconnu (Stage Struck)
6. titre français inconnu (Love Stories)
7. titre français inconnu (Games People Play)
8. titre français inconnu (Husband Hunting)
9. titre français inconnu (Affairs to Remember)
10. titre français inconnu (No Place Like Home)

### Quatrième saison (2014)
Le 14 janvier 2014, Showtime a commandé une quatrième saison composée de douze épisodes diffusée depuis le 22 octobre 2014.
1. titre français inconnu (Call in the Light)
2. titre français inconnu (Arguing in Agreement)
3. titre français inconnu (Trust Exercise)
4. titre français inconnu (Smile Through the Pain)
5. titre français inconnu (In Angus We Trust)
6. titre français inconnu (Charity Galore)
7. titre français inconnu (Drink to Forget)
8. titre français inconnu (Lost on the Young)
9. titre français inconnu (Judicial Oversight)
10. titre français inconnu (Lies and Alibis)
11. titre français inconnu (No Stranger to Scandal)
12. titre français inconnu (Fiona Fulfilled)